# Carl Frederick Wandel
Carl Frederick Wandel   (Copenhaguen, 15 d'agost de 1843 - 21 d'abril de 1930) va ser un oficial naval i explorador polar danès. Va estar molt implicat en treballs hidrogràfics.
Wandel es va convertir en oficial de la Marina danesa el 1863, ascendint al grau de capità el 1892, de contraalmirall el 1899 i de vicealmirall el 1905. Es va retirar del servei actiu el 1911.

## Carrera
El 1864 va servir a la goleta HDMS Absalon al mar Bàltic i de 1865 a 1867 va participar en una expedició francesa a Mèxic. Entre 1876 i 1978 va dirigir el vaixell correu a Islàndia i el 1880 va participar en una expedició de prospecció oceanogràfica dels Estats Units. De 1881 a 1886 va ser cap de la Secretaria del Ministeri de la Marina, de 1886 a 1888 cap d'estudis marítims a les aigües daneses i de 1889 a 1898 director de l'arxiu de cartografia. El 1890 va ser nomenat president de la comissió per a l'estudi de les aigües daneses i el 1895 president de la comissió d'estudis geològics i geogràfics a Groenlàndia. En el període 1901 a 1908 fou funcionari de la Comissió de Defensa. De 1914 a 1927 va ser el president de la Royal Danish Geographical Society.
Wandel va ser desplegat regularment com a comandant: el 1884 i el 1897 com a comandant del cuirassat HDMS Helgoland; el 1895 i 1896 com a líder de l'expedició Ingolf a Groenlàndia i el 1898 com a comandant de la fragata HDMS Fyn al Mediterrani.

## Honors
El mar de Wandel, entre Groenlàndia i les Svalbard, el Cap Wandel i la Terra de Wandel, a Groenlàndia, reben el nom en honor seu.